# 戈爾戈豐
戈爾戈豐（Gorgophone）是希臘神話中的一個人物。她是英雄珀耳修斯與安德洛墨達的女兒，厄勒克特律翁的姊姊。
根據保薩尼亞斯，戈爾戈豐是第一個結婚兩次的女人。她首先嫁給了麥西尼亞國王佩里埃勒斯，生下了琉基波斯與阿法瑞俄斯；後來她嫁給了斯巴達國王奧伊巴羅斯，生下廷達柔斯與伊卡里俄斯。透過他們，戈爾戈豐的孫子女包含了林叩斯、卡斯托、克吕泰涅斯特拉以及佩涅洛佩等人。